# Ондржей Мазух
Ондржей Мазух (чеськ. Ondřej Mazuch, нар. 15 березня 1989, Годонін) — чеський футболіст, центральний захисник чеського клубу «Млада Болеслав» та екс-гравець національної збірної Чехії.

## Клубна кар'єра
Вихованець футбольної школи клубу «Брно». Дорослу футбольну кар'єру розпочав 2006 року в основній команді того ж клубу, в якій провів один сезон, взявши участь у 24 матчах чемпіонату. 

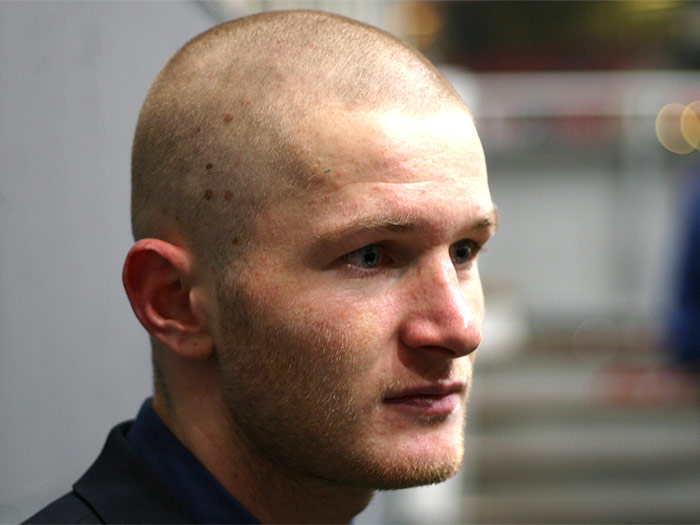
Ондржей Мазух у 2009 році

Своєю грою за цю команду привернув увагу представників тренерського штабу клубу «Фіорентина», до складу якого приєднався 2007 року. Відіграв за «фіалок» наступні два сезони своєї ігрової кар'єри, здебільшого за юнацьку команду клубу. Пробитися до складу основної команди флоренційського клубу молодий чех не зміг, провівши у її складі за два роки лише дві гри в розіграші Кубка Італії.
Тож 2009 року гравця було відправлено в оренду до бельгійського «Андерлехта», а ще за рік, у квітні 2010, бельгійський клуб уклав з 21-річним захисником повноцінний контракт. В «Андерлехті» Мазух почав отримувати постійну ігрову практику, в сезоні 2009-10 став разом з командою чемпіоном Бельгії.
У січні 2012 року гравець перейшов до «Дніпра». Трансферна сума була оцінена в 3 мільйони євро, гравець уклав з українським клубом контракт, розрахований на три з половиною роки.

## Виступи за збірні
2005 року дебютував у складі юнацької збірної Чехії, взяв участь у 9 іграх на юнацькому рівні.
Протягом 2007–2011 років залучався до складу молодіжної збірної Чехії. На молодіжному рівні зіграв у 35 офіційних матчах, забив 1 гол.
22 травня 2010 року товариською грою проти збірної Туреччини дебютував в офіційних матчах у складі національної збірної Чехії.

## Статистика виступів

### Статистика клубних виступів
Станом на 1 жовтня 2012 року, за даними footballdatabase.eu [Архівовано 29 лютого 2012 у Wayback Machine.] та офіційного сайту ФФУ [Архівовано 4 березня 2016 у Wayback Machine.]
| Сезон                  | Команда                | Чемпіонат              | Чемпіонат | Чемпіонат | Національний кубок | Національний кубок | Національний кубок | Єврокубки | Єврокубки | Єврокубки | Інші змагання | Інші змагання | Інші змагання | Усього | Усього |
| Сезон                  | Команда                | Ліга                   | Ігор      | Голів     | Ліга               | Ігор               | Голів              | Ліга      | Ігор      | Голів     | Ліга          | Ігор          | Голів         | Ігор   | Голів  |
| ---------------------- | ---------------------- | ---------------------- | --------- | --------- | ------------------ | ------------------ | ------------------ | --------- | --------- | --------- | ------------- | ------------- | ------------- | ------ | ------ |
| 2006–07                | «Брно»                 | ЧЧ                     | 24        | 1         | -                  | -                  | -                  | -         | -         | -         | -             | -             | -             | 24     | 1      |
| 2007–08                | «Фіорентина»           | A                      | 0         | 0         | КІ                 | 2                  | 0                  | -         | -         | -         | -             | -             | -             | 2      | 0      |
| 2008–09                | «Фіорентина»           | A                      | 0         | 0         | -                  | -                  | -                  | -         | -         | -         | -             | -             | -             | 0      | 0      |
| Усього за «Фіорентину» | Усього за «Фіорентину» | Усього за «Фіорентину» | 0         | 0         |                    | 2                  | 0                  |           |           |           |               |               |               | 2      | 0      |
| 2009–10                | «Андерлехт»            | Л1                     | 29        | 4         | КБ                 | 3                  | 0                  | ЛЧ / ЛЄ   | 10        | 0         | -             | -             | -             | 43     | 4      |
| 2010–11                | «Андерлехт»            | Л1                     | 35        | 1         | КБ                 | 1                  | 0                  | ЛЧ / ЛЄ   | 10        | 0         | -             | -             | -             | 46     | 1      |
| 2011–12                | «Андерлехт»            | Л1                     | -         | -         | -                  | -                  | -                  | -         | -         | -         | -             | -             | -             | 0      | 0      |
| Усього за «Андерлехт»  | Усього за «Андерлехт»  | Усього за «Андерлехт»  | 64        | 5         |                    | 4                  | 0                  |           | 20        | 0         |               |               |               | 88     | 5      |
| 2011–12                | «Дніпро» Д             | ПЛУ                    | 10        | 0         | -                  | -                  | -                  | -         | -         | -         | -             | -             | -             | 0      | 0      |
| 2012–13                | «Дніпро» Д             | ПЛУ                    | 8         | 0         | КУ                 | 1                  | 0                  | ЛЄ        | 3         | 0         | -             | -             | -             | 12     | 0      |
| Усього                 | Усього                 | Усього                 | 106       | 6         |                    | 7                  | 0                  |           | 23        | 0         |               |               |               | 136    | 6      |

## Титули і досягнення
- Чемпіон Бельгії (1):

«Андерлехт»: 2009–10